# Judentum in Armenien

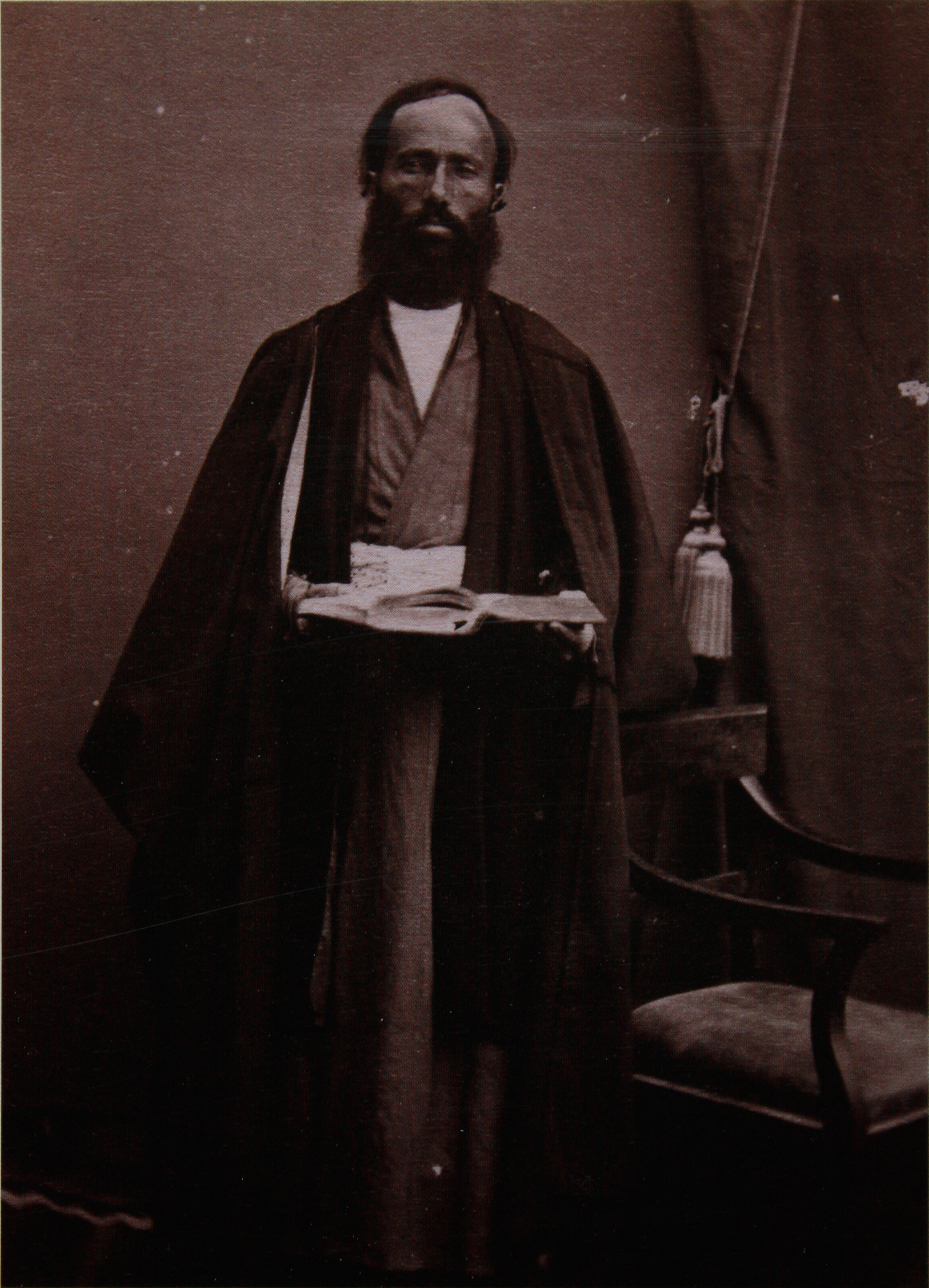
„Ein Jude aus Armenien“ (Ermakov). Aus: Eternal Flame. Culture and habit of the Georgian Jews, Georgisches Nationalmuseum, Tiflis 2008

Die Wurzeln des Judentums in Armenien reichen über 2000 Jahre zurück. Vor allem in Folge von Emigration nach dem Zerfall der Sowjetunion ist die jüdische Bevölkerung Armeniens heute nur noch klein. Eine organisierte jüdische Gemeinde befindet sich nur im Zentrum der armenischen Hauptstadt Jerewan. Von dort aus wirkt auch der Oberrabbiner Armeniens, Rabbi Gershon Meir Burshtein.

## Geschichte

### Antike
Ein Großteil der Historiker datiert die Entstehung erster jüdischer Siedlungen in Armenien auf die Zerstörung des Jerusalemer Tempels im Jahre 587 v. Chr. Die mündliche Tora (Midrasch Rabba, Kapitel 1) besagt nämlich, dass der neubabylonische König Nebukadnezar II nach der Verwüstung des Tempels einen Teil der Juden nach Armenien getrieben haben soll.
Während seiner Eroberungszüge brachte Tigranes II (95-55 v. Chr.) auf dem Rückweg aus Syrien und Palästina bis zu 10.000 jüdische Gefangene nach Armenien, als sein Land im Jahr 69 v. Chr. von Römern angegriffen wurde. Diese siedelte er vor allem in seiner Hauptstadt Tigranokerta an.
Um 360–370 n. Chr. kam es zu einem massiven Anstieg der hellenistisch jüdischen Einwanderung nach Armenien. Infolgedessen wurden viele armenische Städte mehrheitlich jüdisch. Nach der Invasion des heutigen Armeniens durch den persisch-sassanidischen Herrscher Schapur II begann dieser, Tausende in Armenien ansässig gewordene Juden in den Iran zu deportieren. Die Zahl der vertriebenen Juden belief sich gemäß dem spätantiken Historiker Faustus von Byzanz auf 83.000 Menschen.

### Mittelalter

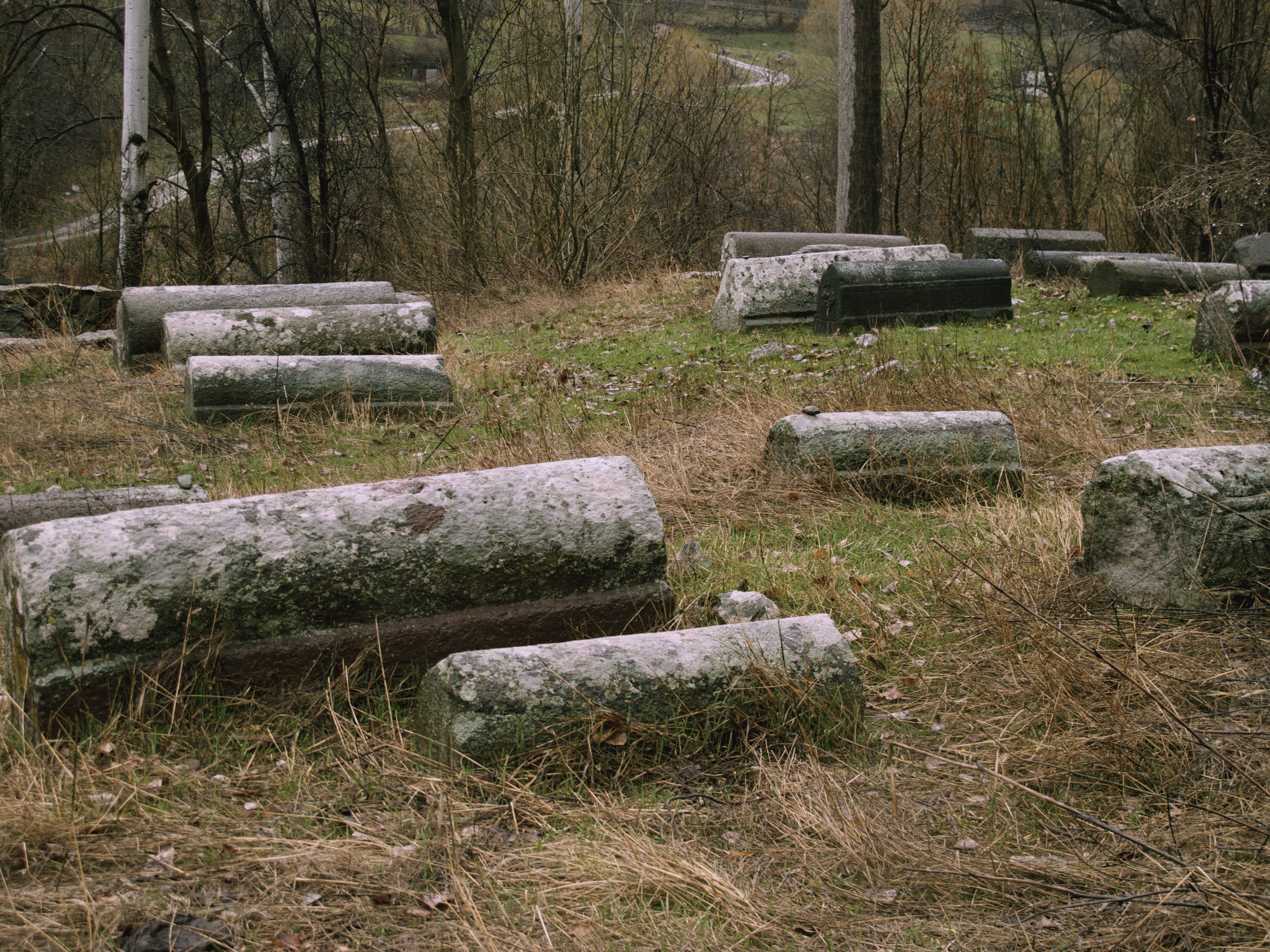
Mittelalterlicher jüdischer Friedhof im Dorf Jeghegis

Nach dem Untergang des Königreichs Kleinarmenien 1375 begann der sukzessive Auflösungsprozess ganzer jüdischer Gemeinschaften in Armenien. Während des Südkaukasusfeldzuges von Abbas I. von Persien 1603 wurden nahezu alle Juden Armeniens samt Christen in den Iran verschleppt.
Im Jahr 1996 wurden im Dorf Jeghegis in der südarmenischen Provinz Wajoz Dsor die Überreste eines mittelalterlichen jüdischen Friedhofs entdeckt. Von welcher jüdischen Gemeinde dieses Grabfeld genau stammt, bleibt weitestgehend unklar. Vier Jahre später grub ein von Michael E. Stone angeführtes Team von der Hebräischen Universität Jerusalem auf der Südseite des Flusses Jeghegis einen aus 40 Grabsteinen bestehenden jüdischen Friedhof mit hebräischen Inschriften aus. Dessen Entstehungszeitpunkt wird den 13. – 15. Jahrhunderten zugerechnet.

### Neuzeit und Moderne
Mit der Eingliederung des Südkaukasus ins Russische Zarenreich gemäß dem Frieden von Turkmantschai 1828 kamen einige georgische und aschkenasische (europäische) Juden sowie die in die Peripherie des Imperiums verbannten Sabbatarier (Russisch Subbotniki), die sich zum Judentum bekannten, nach Armenien. Auch sephardische Juden kamen ab 1840 in größerer Zahl nach Jerewan. Die sephardische Mordechai-Navi-Synagoge wurde die wichtigste jüdische Einrichtung des heutigen Armeniens.
Laut der ersten und einzigen Volkszählung des Russischen Kaiserreichs aus dem Jahr 1897 lebten im Gouvernement Eriwan insgesamt 850 Juden, die mehrheitlich in Städten ansässig waren. Mit Beginn des 20. Jahrhunderts ging der Anteil der jüdischen Bevölkerung jedoch nach und nach zurück und betrug nach offiziellen Angaben 1926 nur noch 335 Menschen, wobei die Zahl der Männer die der Frauen um das Doppelte überstieg. Die meisten Juden, die heutzutage in Armenien leben, stammen überwiegend aus verschiedenen Republiken der ehemaligen Sowjetunion, die sich Mitte der 1930er Jahre hier angesiedelt hatten. In den 1930er Jahren wurde die Mordechai-Navi-Synagoge in Jerewan wie auch mehrere Kirchen und Moscheen der Stadt unter Josef Stalin im Zuge seiner antireligiösen Kampagne abgerissen.
Während und nach dem Ende des Zweiten Weltkrieges (1940–1950er Jahre) wanderten viele vom Krieg vertriebene Juden nach Sowjetarmenien ein, was wiederum die Zahl der jüdischstämmigen Bevölkerung des Landes im Jahr 1959 bis auf 10.000 steigen ließ. Eine weitere Immigrationswelle fällt auf den Zeitraum zwischen 1965 und 1972, als die Sowjetführung ein großangelegtes Konjunkturprogramm für die Entwicklung der Industrie und Landwirtschaft in südkaukasischen Teilrepubliken verkündet hatte. Die Implementierung dieser Aufgaben machte ihrerseits die Einbeziehung gut ausgebildeter jüdischer Fachkräfte (Ingenieure, Soldaten, Intelligenzija etc.) aus der Ukraine, Russland und Belarus notwendig.
Von der 2. Hälfte der 1980er Jahre an begann die jüdische Bevölkerung Armeniens aufgrund massenhafter Auswanderung zu schrumpfen. Nach dem Stand der letzten Volkszählung in der Sowjetunion lebten in Armenien 1989 etwa 3000 Juden, davon 1000 in Jerewan. Der Emigrationsprozess beschleunigte sich Anfang der 1990er Jahre nach dem Ausbruch kriegerischer Auseinandersetzungen zwischen Armenien und Aserbaidschan um die Region Bergkarabach und der sich daraus ergebenden politischen Isolation bzw. ökonomischen Gemengelage Armeniens. Allein in den Kriegsjahren von 1992 bis 1994 verließen etwa 6000 Juden Armenien in Richtung Israel. 1995 konstituierte sich aber mit Unterstützung der Chabad wieder die jüdische Gemeinde Armeniens in Jerewan, die 1995 ein jüdisches Zentrum mit Synagoge, Religionsschule und Gemeindezentrum einrichtete. Die Synagoge erhielt nach der unter Stalin zerstörten Synagoge den Namen Mordechai-Navi-Synagoge.

## Jüdisches Leben in Armenien heute

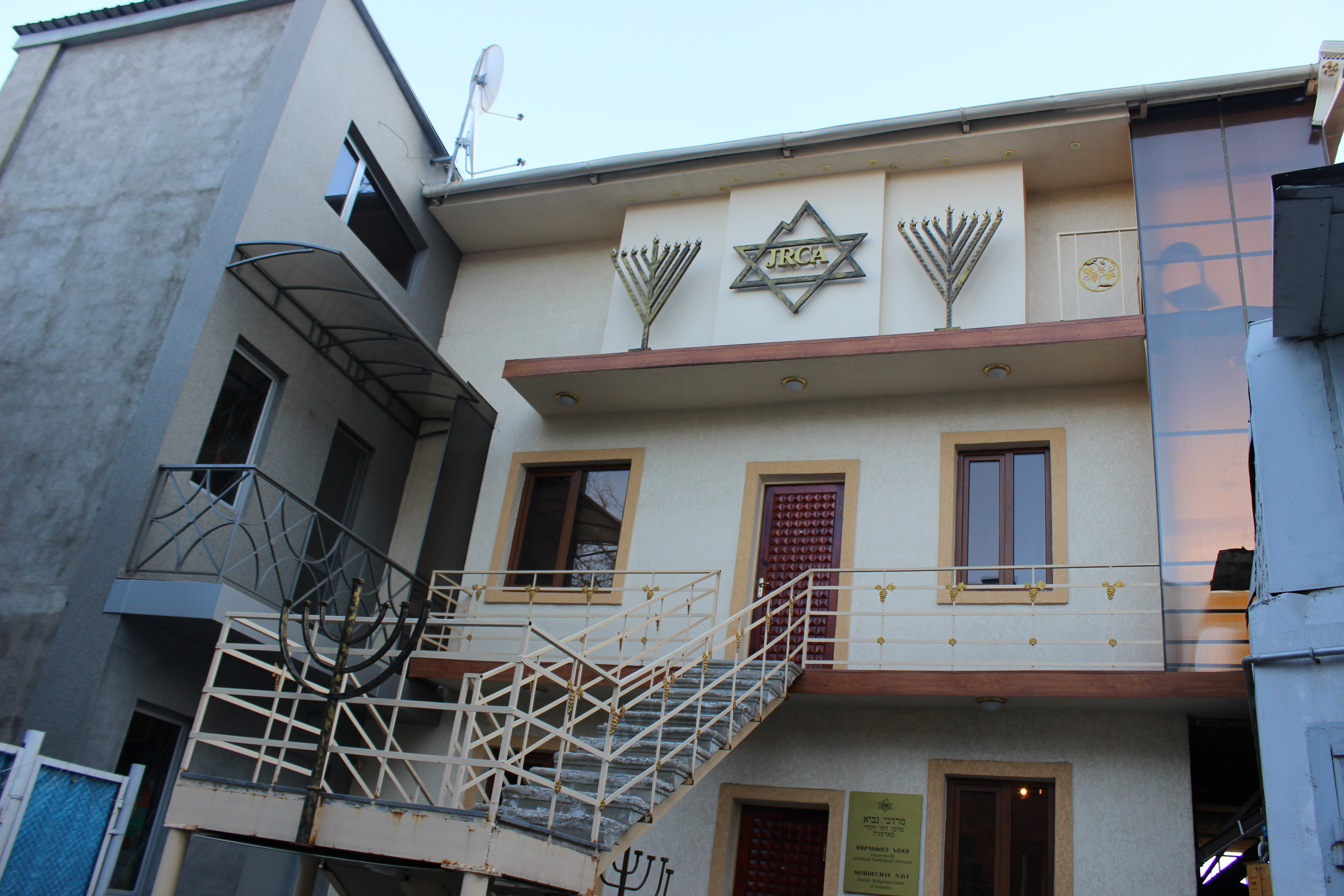
Jüdisches Gemeindezentrum in Jerewan

Den unterschiedlichen Angaben zufolge leben in Armenien heutzutage 500 bis 1000 Juden (Stand 2017).
Die jüdische Gemeinschaft Armeniens wird derzeit vom Oberrabbiner Gershon Meir Burshtein von der jüdisch-orthodoxen Chabad Lubawitsch-Bewegung geleitet. Die einzige organisierte jüdische Gemeinde des Landes befindet sich in der Nar-Dos-Straße im Zentrum Jerewans. Dort verfügt sie über ein Gemeindezentrum und die einzige Synagoge Armeniens, die Mordechai-Navi-Synagoge.
In Folge des Überfalls Russlands auf die Ukraine 2022 sind mehrere Tausend russische Staatsbürger, darunter auch Juden, in die Kaukasusrepubliken gezogen. Bis Mitte Juni 2022 waren im Zuge dieser Migrationsbewegung etwa 200 russische Juden auch nach Armenien gekommen, die sich weitgehend in der Hauptstadt Jerewan niedergelassen haben. Das Joint Distribution Committee ist finanziell bei der Übersiedlung behilflich.
Eine Besonderheit ist eine heute nur noch geringe Anzahl von sogenannten Subbotniki in der Stadt Sewan. Ihre Vorfahren gründeten den Ort im Jahr 1842 unter dem Namen Jelenowka. Bis zum Zerfall der Sowjetunion soll es in Sewan noch etwa 200 bis 300 Subbotniki gegeben haben. Seitdem ist die Gemeinschaft weiter stark geschrumpft. Die sich als jüdisch verstehenden Subbotniki leben nach vielen jüdischen Gebräuchen und Geboten, erkennen die Tora an und halten den Schabbat, lehnen jedoch die talmudische Tradition des Judentums ab. In Sewan existiert keine Synagoge, jedoch ein historischer Friedhof der Subbotniki, welcher noch in Gebrauch ist und an einen christlichen Friedhof angrenzt. Die ältesten Gräber stammen aus dem 19. Jahrhundert. Durch den Jerewaner Oberrabbiner werden die Subbotniki Sewans größtenteils aus der Ferne mitbetreut.

## Antisemitismus

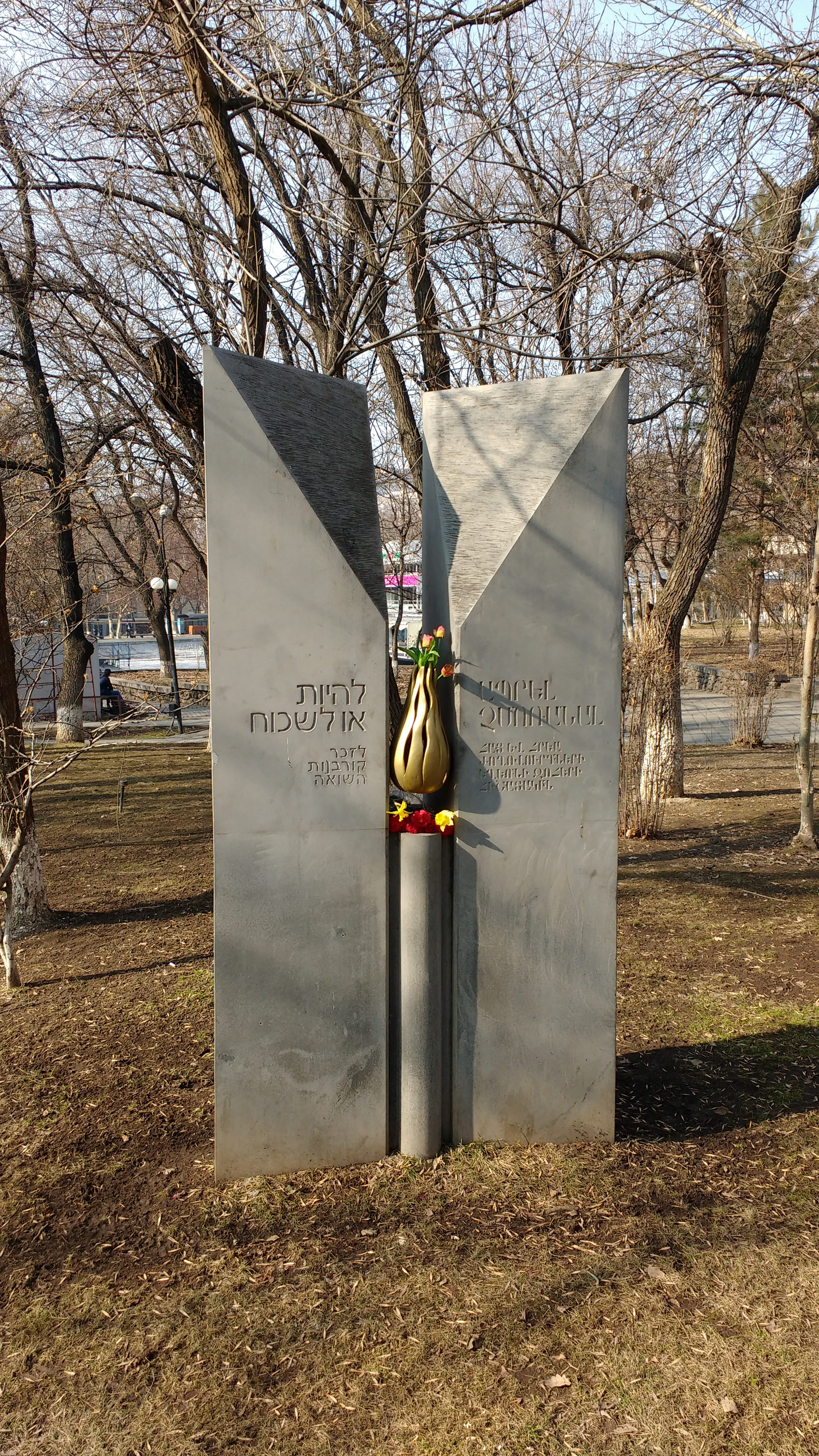
Holocaust-Mahnmal in Jerewan mit hebräischer und armenischer Inschrift: „Sein oder Vergessen“

Die Juden in Armenien sind stark assimiliert, so dass nur noch wenige in die Jerewaner Synagoge zum Gottesdienst kommen. Laut einem Bericht der Union der Räte für Juden in der ehemaligen Sowjetunion (UCSJ) von 1999 respektieren die meisten Armenier die Juden und empfinden, dass ihre beiden Kulturen viel Gemeinsames haben. Diese allgemein positive Haltung spiegelt sich hiernach auch in der Regierungspolitik Armeniens wider, und Angriffe gegen Juden und jüdisches Eigentum sind selten. Ein Problem für Armenien ist jedoch die enge Zusammenarbeit Israels mit Aserbaidschan und der Türkei – zwei mit Armenien verfeindeten Staaten – sowie die strikte Ablehnung Israels, den Völkermord an den Armeniern im Osmanischen Reich anzuerkennen. Ab Ende der 1990er Jahre warfen nationalistische Kreise Armeniens den in Armenien lebenden Juden vor, die Interessen von Israel zu unterstützen. Anlass dazu war neben der Unterstützung des Staates Israel für Aserbaidschan und die Türkei der Versuch einiger jüdischer Lobbykreise in den USA, den Freedom Support Act des US-Kongresses, der finanzielle Hilfszahlungen an Aserbaidschan untersagte, aufheben zu lassen.
Im Allgemeinen führt die Ablehnung der israelischen Politik nicht zu konkretem Antisemitismus, es gibt allerdings einige dokumentierte Fälle:
1999 veröffentlichte der Politologe Igor Muradjan in der oppositionellen Zeitung „Voice of Armenia“ einen großen Artikel über einen angeblich historisch bedingten Konflikt zwischen den „arischen“ Armeniern und „semitischen“ Juden. In diesem antisemitischen Pamphlet bezichtigte Muradjan Juden, weltweit interethnische Auseinandersetzungen einschließlich des Bergkarabachkonflikts angezettelt zu haben.
Im Februar 2002 erschien in Jerewan ein auf antisemitischen Ressentiments beruhendes Buch von Romen Jepiskoposjan. Darin titulierte der Autor die Juden als „Zerstörer der Nation“ und reihte diese nebst Türken in die Reihe der „größten Feinde Armeniens“ ein. Er stellte den Holocaust als „größte Falsifikation der Menschheitsgeschichte“ hin und behauptete, Juden seien nicht in Gaskammern ermordet worden.
Eine Reihe von als antisemitisch einzustufenden Kommentaren kamen aus den Reihen der von 1997 bis 2008 regierenden, russlandfreundlichen Regierung Robert Kotscharjans, z. B. bezog im Oktober 2004 die prominente Ethnologin und Abteilungsleiterin für Religion und Minderheiten der armenischen Regierung Hranousch Charatjan im Interview mit „Voice of Armenia“ eine entsprechende Stellung: „Warum reagieren wir nicht auf die Tatsache, dass Juden während ihrer Freitagsversammlungen weiterhin extreme Intoleranz gegenüber allen Nicht-Juden predigen? Diese gehen so weit, dass Menschen nichtjüdischer Abstammung mit Tieren gleichgesetzt und sogar angespuckt werden.“ Darüber hinaus warf Charatjan den Juden vor, an „antichristlichen Aktivitäten“ beteiligt zu haben.
Im September 2006 geriet der Umweltminister Armeniens Vartan Ajwasjan in einen heftigen Streit mit der amerikanischen Bergbaufirma Global Gold, die ihm Verstrickung in einen Bestechungsfall zur Last gelegt hatte. In einem Interview mit armenischen Journalisten machte der Minister seinem Ärger Luft: „Wissen sie, wen sie da beschützen? Sie beschützen Juden. Finden sie heraus, wer hinter diesem Unternehmen steht. Anstatt sie an der Verletzung der Gesetzte unseres Landes zu hindern, wollen sie diese verteidigen?“ Nach Protesttönen von Rimma Warschapetjan, der Vorsitzenden der jüdischen Gemeinde Armeniens, distanzierte sich Ajwasjan von seinen Äußerungen.
Das 1999 im Zentrum von Jerewan errichtete Holocaust-Denkmal wurde insgesamt dreimal – 2005, 2007 und 2010 – geschändet. Beim letzten Vorfall wurde das Mahnmal mit einem Hakenkreuz und den Worten „Tod den Juden“ beschmiert. Die Stadtverwaltung entfernte am nächsten Tag die Graffiti und ordnete eine Untersuchung an. Im Oktober 2020 wurde das Monument erneut von armenischen Extremisten beschädigt. Der Grund dafür ist die Unterstützung von Israel für Aserbaidschan im Bergkarabachkonflikt.
Laut einer umstrittenen Umfrage des Meinungsforschungsinstituts Pew Research Center, die den Zeitraum zwischen Juni 2015 und Juli 2016 umfasst, erwies sich Armenien unter 18 Ländern in Mittel- und Osteuropa als das intoleranteste Land gegenüber Juden. Mehr als ein Drittel der Befragten gaben an, Menschen jüdischer Herkunft nicht als Mitbürger haben zu wollen. Ähnlich äußerte sich 2014 die New Yorker Anti-Defamation League. Die Vorsitzende der jüdischen Gemeinde, Rima Varzhapetyan-Feller, die mit einem christlichen Armenier verheiratet ist, und der Jerewaner Rabbiner Gershon Meir Burstein wiesen allerdings Vorwürfe gegen Armenien, es sei das Land der ehemaligen Sowjetunion mit dem meisten Antisemitismus, wiederholt entschieden zurück. Varzhapetyan-Feller stellt heraus, ihre eigene Ehe zeige, dass ein Zusammenleben von Christen und Juden in Armenien sehr gut möglich sei. Rima Varzhapetyan-Feller zeigt sich besonders aufgebracht über propagandistische Artikel im Ausland, die das Leben der Juden in Aserbaidschan als sehr positiv und in Armenien als sehr negativ darstellen. Artikeln wie etwa in der Jerusalem Post, wo unter Verweis auf den Antisemitismus in Armenien vorbehaltlos die militärische Eroberung Bergkarabachs durch Aserbaidschan 2020 unterstützt wird, stellt sie die offiziellen Positionen des Europäischen Jüdischen Kongresses und des Jüdischen Weltkongresses entgegen, die nach ihrer Aussage „eine positive Haltung in Armenien gegenüber den Juden“ bescheinigen.
Am 3. Oktober 2023 wurde in Jerewan die Mordechai-Navi-Synagoge mit Farbe beschmiert und mit einem Molotowcocktail beworfen, der jedoch nichts entzündete. Die Täter, die sich als „Junge Kämpfer für die Freiheit Armeniens“ bezeichneten, verurteilten die Unterstützung Israels für Aserbaidschan im Bergkarabachkonflikt und kündigten im Messaging-Dienst Telegram an: „Wir werden Synagogen auch in anderen Ländern niederbrennen“. Ein Vertreter der etwa 200-köpfigen jüdischen Gemeinde in Jerewan erklärte, dies sei eine Provokation und ein „Geschenk an die Aserbaidschaner“. In einem Communiqué hieß es: „Wir dürfen uns keinen Provokationen hingeben, die einen Konflikt zwischen Armeniern und Juden anheizen wollen“. Am 16. November 2023 gab es einen versuchten Brandanschlag auf die Mordechai-Navi-Synagoge, die geringfügig beschädigt wurde. In sozialen Medien kursierten Bilder, auf denen brennendes Öl am Eingang der Synagoge ausgeschüttet wurde. Rima Varzhapetyan äußerte ihr Entsetzen, denn Juden hätten nie irgendwelche Probleme in Armenien gehabt. Die Bilder seien in aserbaidschanischen Medien schon verbreitet worden, als die jüdische Gemeinde noch nichts gewusst hätte. Es gebe Kräfte, die hiermit gezielt gegen Armenien arbeiteten. Die armenischen Behörden nahmen Ermittlungen auf. Am 17. November 2023 erklärten die Ermittler, der Verdacht falle auf eine ausländische Person.

## Demografie
| Jahr   | 1897 | 1926 | 1959   | 1989 |
| Anzahl | 850  | 335  | 10.000 | 3000 |